# Confederació Nacional del Treball
La Confederació Nacional del Treball, CNT (Confederación Nacional del Trabajo, en castellà), és una central sindical espanyola d'estructura confederal d'ideologia anarcosindicalista, fundada al Saló de les Belles Arts de Barcelona el 30 d'octubre de 1910. Va ser el major sindicat obrer a Catalunya i a Espanya fins a la Guerra Civil, actualment resta la principal organització anarquista del país. Històricament ha estat adherida a la Associació Internacional del Treball (AIT). però el 2018, va ser la impulsora de la creació d'una nova internacional, juntament amb la FAU (Alemanya), USI (Italià), ESE (Grècia) i IP (Polònia), l'anomenada Confederació Internacional del Treball (CIT).Al desembre del mateix any s'hi va unir la IWW (EUA).

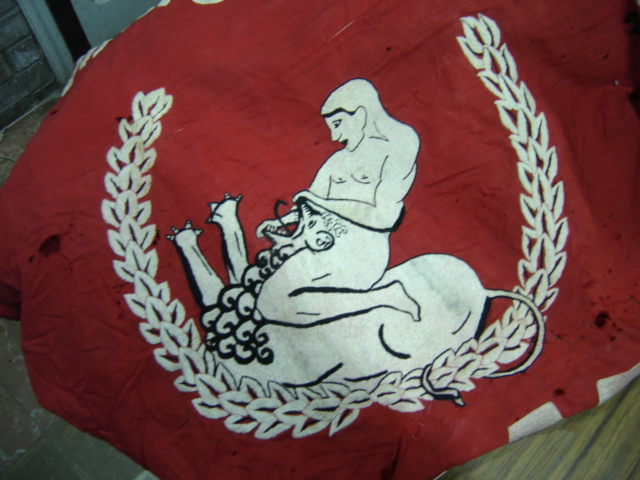
Hèracles lluitant amb el Lleó de Nemea, emblema de la CNT

Des de 2010 la CNT ha revifat, la majoria dels nous militants tenen entre 25 i 35 anys i, com bona part de la classe treballadora, estan decebuts pel sindicalisme d'Estat, les eleccions sindicals i les darreres reformes laborals. La CNT és vista com a alternativa al capitalisme actual i com a eina vàlida per aconseguir la transformació necessària de la societat en el context de la globalització.

## Història

### Orígens de la CNT

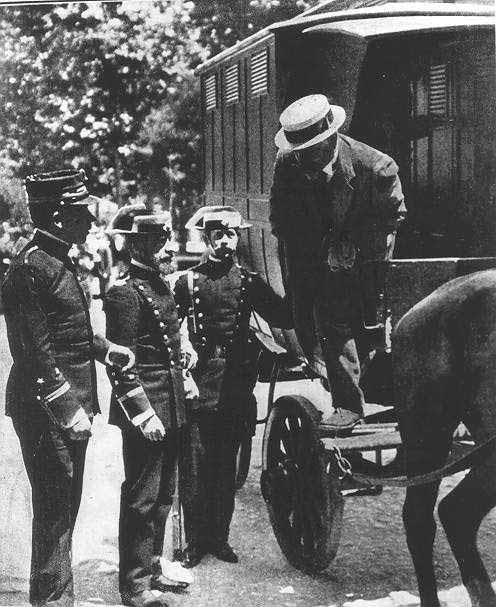
Francesc Ferrer i Guàrdia conduït per la Guàrdia Civil a Montjuïc el 1909

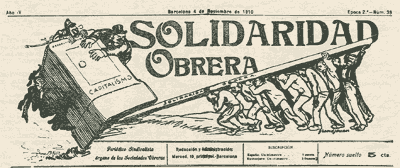
Encapçalament del diari Solidaritat Obrera

Els orígens de la Confederació Nacional del Treball, CNT, cal buscar-los en el desenvolupament del moviment obrer a Catalunya durant el segle xix. A la primera meitat d'aquest segle comença a difondre's l'associacionisme obrer i es produeixen les primeres rebel·lions per mitjà de vagues i la destrucció de maquinària i fàbriques (ludisme), com va ser el cas de la fàbrica Bonaplata i el conflicte de les selfactines, per a lluitar contra l'explotació obrera. Vers el 1830 es va crear l'Associació de Teixidors de Barcelona, primera associació obrera organitzada a Espanya. El primer Congrés Obrer es va celebrar a Barcelona l'any 1870, i l'any següent ja es debatia al parlament espanyol La Internacional. El 1890 els treballadors organitzen per primer cop a Espanya la Diada del Primer de Maig.
El 17 de febrer de 1902 es va convocar a Barcelona la primera vaga general revolucionària. Uns mesos abans havia començat a funcionar l'anarquista Escola Moderna de Francesc Ferrer i Guàrdia. El 9 d'octubre de 1907 es va publicar el primer número de Solidaritat Obrera (en castellà, Solidaridad Obrera). Els esdeveniments de l'any anterior a la fundació de la CNT van ser clau perquè els treballadors es reunissin. El 25 de juliol de 1909 hi va haver una segona vaga general, aquest cop contra la guerra del Marroc, que va iniciar la Setmana Tràgica a Barcelona i Catalunya, i el 30 d'octubre es comet un crim d'Estat amb l'afusellament a Montjuïc de Francesc Ferrer i Guàrdia. Sembla que, segons algun autor, pot ser que el sindicalisme revolucionari de la CNT dels primers anys procedís de les tesis dels dos impulsors de solidaritat obrera (un sindicat d'àmbit català que va existir de 1907 a 1911 i que agrupava unitàriament tot el sector tèxtil de Catalunya actuant com una central sindical), Josep Prat i Ricardo Mella, procedents de l'anarcosindicalisme però que creien en els preceptes bàsics de lluita sindicalista revolucionària. Semblantment, és possible que el pes que el socialisme liberal marxista, encapçalat per Antoni Fabra Ribas, tingués alguna influència en el caràcter primigeni de la CNT.
El primer congrés fundacional de la CNT es va celebrar el 30 d'octubre de 1910 a Barcelona, quan delegats de 124 societats obreres (67 catalanes, 25 andaluses i les altres de Galícia, Astúries i el País Basc) es van reunir al Saló de les Belles Arts de Barcelona per a crear-la. Un any més tard, el 8 de setembre de 1911, la CNT va organitzar el primer congrés com a tal.

### Els primers anys (1910 - 1923)

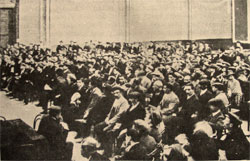
Congrés fundacional de la CNT el 1910

El 1911, la CNT va organitzar el seu primer congrés després de la fundació. Aquell any comptava amb 29.510 treballadors. La posada en pràctica de les tesis sindicalistes revolucionàries no es feu esperar i el 1916 hi hagué la primera vaga, que n'era l'instrument revolucionari per excel·lència, convocada per la CNT i la Unió General de Treballadors (UGT).
El 12 d'agost de 1917 la CNT va convocar la seva primera vaga general, conjuntament amb la UGT. Tot i que els objectius de la CNT i d'UGT respecte a la vaga general de 1917 podien ésser divergents, l'acció fou unitària. L'espurna nasqué d'una vaga de ferroviaris que s'estengué a la resta de sectors. Tot això s'acompanyà del moviment encapçalat per la Lliga Regionalista del Parlament. Fou l'expressió més viva del descontentament obrer per la pujada de preus i la baixada del salari real.
El 1918, la CNT comptava amb uns 345.000 afiliats. El 21 de febrer de 1919 va convocar una vaga de llarga durada a La Canadenca per a l'obtenció de la jornada laboral de vuit hores, que van aconseguir el 16 de març d'aquell mateix any. També van aconseguir millores salarials generalitzades i la readmissió dels vaguistes acomiadats. Al començament, el govern espanyol actuà de mediador entre la Patronal i la CNT, però la patronal no respectà l'acord i es reprengué la vaga. Aquest cop, l'Estat espanyol no feu de mediador sinó que s'alineà amb la Patronal, tot declarant l'Estat de Guerra a Barcelona i donant suport al tancament patronal empresarial.
El 10 de desembre de 1919, amb 705.512 treballadors afiliats (dels quals uns 250.000 a Barcelona), la CNT va inaugurar el seu II Congrés al Teatre de la Comèdia de Madrid. Des de 1919 fins al cop d'Estat del general Miguel Primo de Rivera el 1923 es lliurà una lluita acarnissada entre la Patronal i la CNT. Es van multiplicar les pràctiques terroristes, procedents de la Patronal i dels anomenats sindicats grocs, com per exemple el Sindicat Lliure. L'execució de dirigents sindicalistes i obrers fou una pràctica habitual. Els empresaris contractaren pistolers i generalitzaren les pràctiques de tancament patronal.
El govern hi contribuí amb la Llei de Fugues de 1921, per la qual oficialment els cossos de seguretat de l'Estat podien disparar a matar a tot detingut que provés d'evadir-se. A la pràctica, els cossos de seguretat muntaven falses fugides per a executar detinguts sindicalistes i anarquistes. Per aquest motiu, els anarquistes catalans Mateu, Casellas i Nicolau van matar a Madrid, el 8 de març de 1921, al principal responsable de la Llei de Fugues, el president del govern espanyol Eduardo Dato. Altres petits grups anarquistes van matar el governador civil de Barcelona. L'any 1923 el govern espanyol respondria col·laborant a l'assassinat del dirigent de la CNT Salvador Seguí, àlies el Noi del Sucre, i il·legalitzant el sindicat.
Així, el 10 de març de 1923, els pistolers del Sindicat Lliure, organitzat i finançat per la patronal catalana, maten en Salvador Seguí a Barcelona. Això va provocar una reunió d'urgència dels militants del petit grup Los Solidarios, amb Durruti, Francisco Ascaso, Jover, Sanz, etc. que li van jurar venjança. El 4 de juny del mateix any van executar el cardenal de Saragossa, Juan Soldevila, que finançava el pistolerisme blanc.
En tot aquest context s'emmarca un cert gir teòric de la CNT, que evolucionà dels postulats sindicalistes revolucionaris vers postulats més anarcosindicalistes. L'entrada de Salvador Seguí o Joan Peiró, dos líders destacats en els pròxims anys, causaren aquest gir. D'altra banda, cal no oblidar l'impacte i impuls que suposà la revolució russa d'octubre de 1917. La creació de la Internacional Sindical Roja (III Internacional sindicalista) a Moscou el 1920 per part del govern revolucionari bolxevic de Lenin sacsejà el món sindical europeu. La CNT envià Ángel Pestaña com a delegat a aquesta reunió fundacional i s'hi adherí provisionalment. A la fi, la CNT abandonà la Internacional Sindical Roja perquè no seguia la línia llibertària que la central sindical espanyola adoptava. La revolució russa no era una revolució llibertària, amb llibertat, ans una revolució amb una Dictadura del Proletariat, de la qual no en pot néixer la societat llibertària que els anarquistes i anarcosindicalistes perseguien com a objectiu. La CNT s'adherí, en conseqüència, a l'AIT refundada a Berlín el 16 de juny de 1922. Era la proposta anarcosindicalista d'internacional sindical d'entreguerres, contraposada a la Internacional Sindical Roja (bolxevic-comunista) i a la Federació Sindical Internacional (socialista reformista).
La penetració de la CNT se centrà a dos àmbits: el de la indústria tèxtil i el dels jornalers rurals. Doncs, les àrees en les quals la CNT era majoritària foren Catalunya, el País Valencià i Andalusia, que eren territoris que responien al perfil esmentat. Per contra, la CNT tingué poca influència a les zones on la preeminència era de la UGT, com Euskadi, Astúries i Madrid. Alguns àmbits de predomini cenetista inicial foren el dels ferroviaris, que s'emmarcaven dins els corrents sindicalistes revolucionaris.

### Sota la dictadura de Primo de Rivera (1923 - 1931)

Bandera de la CNT i la FAI

El 13 de setembre de 1923 comença la dictadura de Primo de Rivera, que il·legalitza immediatament la CNT. El règim intentà afavorir el Sindicat Lliure. També tolerà la UGT, dirigida per Francisco Largo Caballero, fomentant el paternalisme social per contrarestar els efectes de la prohibició dels sindicats majoritaris i la pèrdua dels drets socials.
La clandestinitat a la qual es veié abocada la CNT provocà una radicalització de la ideologia dominant dins ella, i l'anarquisme començà a desplaçar lentament les posicions anarcosindicalistes. El 26 de juliol de 1927 es va fundar clandestinament, a la platja valenciana del Cabanyal, la Federació Anarquista Ibèrica, FAI, d'ideologia més radical.

### Sota la II República espanyola (1931 - 1936)

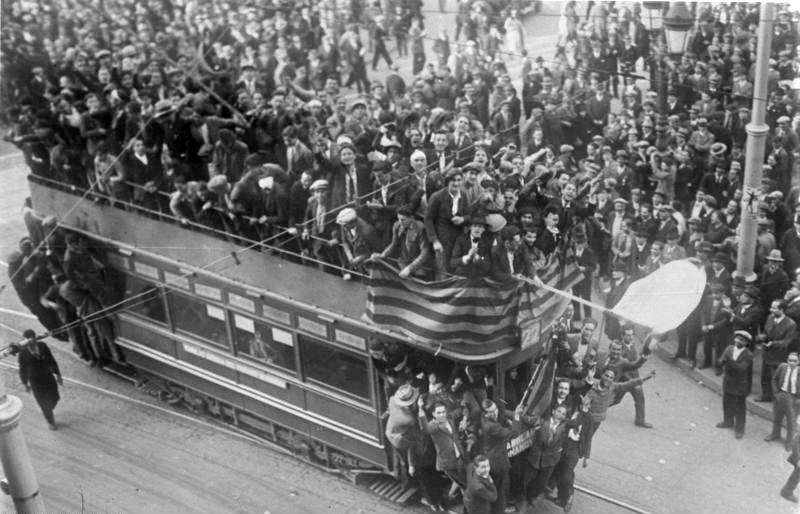
Celebrant la proclamació de la Segona República a Barcelona

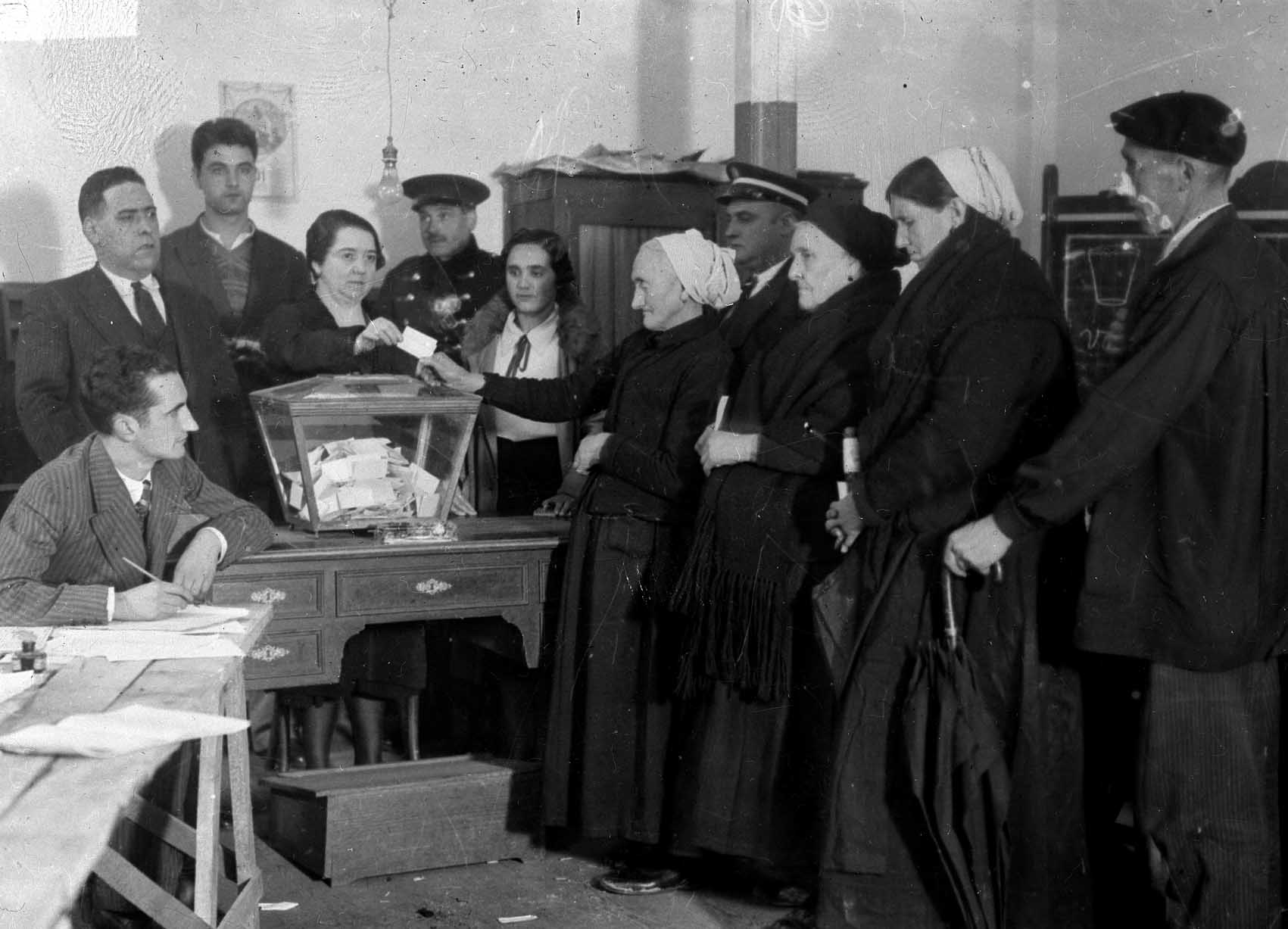
Eleccions el 5 de novembre de 1933, les dones voten per primer cop.

El 14 d'abril de 1931 el monarca Alfons XIII va fugir i es va proclamar la Segona República Espanyola. Aquesta comptava en un inici amb el suport per part de la CNT; suport que va anar disminuint entre 1931 i 1933 pels constants enfrontaments amb les autoritats republicanes en les successives vagues sectorials i generals. Per aquell temps, el nucli principal de la CNT estava a Catalunya, però anava guanyant importància a altres regions, com ara l'Aragó (on era majoritari per davant d'UGT) o Andalusia.
El 9 de gener de 1933 un grup de camperols de la CNT va proclamar el comunisme llibertari als Fets de Casas Viejas (a Andalusia), i la Guàrdia d'Assalt va respondre matant vint-i-cinc persones, entre d'altres el dirigent Seisdedos, cremat amb la seva família. Coneguts els fets, a la resta d'Espanya es va produir un gran escàndol parlamentari.
L'agost de 1931, les tensions entre la vessant moderada (sindicalistes possibilistes, defensors de les eleccions sindicals) i la vessant radical (formada pels faistes, pels quals delegar el vot era contrari a l'acció directa i a la llibertat personal) van provocar que Ángel Pestaña i vint-i-nou companys publiquessin el Manifest dels Trenta, on es podia llegir "som revolucionaris, però no cultivem el mite de la revolució", com a pas previ per a fundar el Partit Sindicalista, l'any següent.
Entre el 5 i el 19 d'octubre de 1934 hi va haver un aixecament obrer miner a Astúries contra l'entrada de la CEDA, una coalició dretana i autoritària, al govern de Madrid: la Revolució d'Astúries de 1934. La CNT hi va participar, integrada a la Unión de Hermanos Proletarios juntament amb la UGT i els partits d'esquerra revolucionària. L'aixecament fou reprimit pels generals Franco, Goded i Lopez Ochoa.
A les eleccions del 16 de febrer de 1936 va guanyar rotundament l'esquerra, agrupada sota el Front Popular, que tenia el suport electoral de la CNT. El 26 de febrer es proclama la Llei d'Amnistia. De l'1 al 10 de maig de 1936 la CNT va celebrar el Congrés de Saragossa, on va aprovar el concepte confederal del comunisme llibertari, l'abolició de la propietat privada, de l'Estat i del principi d'autoritat, i com organitzar la revolució sobre una base estrictament equitativa.
El bienni negre va suposar una etapa de clandestinitat que va atacar profundament les bases de l'anarcosindicalisme a nivell de l'Estat espanyol. Es considera que hi va haver fins a 30.000 empresonats. L'exitosa vaga de transports a Saragossa, continuada en vaga general, que va durar més de dues setmanes, es va convocar unitàriament amb la UGT el 1935. No obstant això, la col·laboració no va quallar en accions següents.
Les eleccions de 1936, després de l'ensorrada del govern de Lerroux, van col·locar en una complexa situació la CNT. Les opinions dintre de l'organització es repartien entre el tradicional abstencionisme, el fet de deixar via lliure als obrers per a votar, o directament a demanar el vot per al Front Popular (aliança d'esquerres), ja que aquest tenia entre les seves promeses electorals l'amnistia per als presos. Es considera que una part del creixement del Front Popular va sobrevenir precisament pel vot llibertari.

### La Guerra Civil

Saragossa, a la banda d'Aragó dominada pels militars feixistes, era el principal objectiu de les milícies catalanes i aragoneses de la CNT

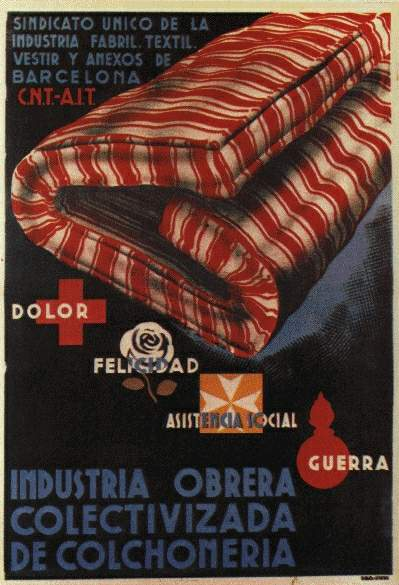
Cartell de la col·lectivització de la indústria tèxtil, del 13 de maig de 1937

El 1936 la CNT seria finalment legalitzada fins a la seva derrota i persecució al final de la Guerra Civil espanyola. Durant la guerra va arribar a formar part del govern de la Segona República Espanyola i de la Generalitat, amb diversos ministeris i alts càrrecs de l'Administració. La CNT i Dones Lliures van transformar radicalment les estructures de la societat a àmplies zones geogràfiques mitjançant la revolució espanyola, que va incloure l'organització de col·lectivitats agrícoles de set milions de pagesos, tres mil fàbriques i empreses autogestionades a les ciutats, la defensa i pràctica de les tesis anarcofeministes, activitats culturals a l'abast de tothom i la unió de cent cinquanta mil milicians i milicianes contra el feixisme.
El cop d'estat del 18 de juliol del 1936, suportat per faccions feixistes, part de la dreta conservadora i de l'Església), contra la República; que s'havia iniciat el dia abans al Marroc i les illes Canàries. El cop va fracassar parcialment, i això va provocar la guerra civil. El 19 de juliol la lluita de les forces de l'ordre, però sobretot dels treballadors i obrers organitzats, va derrotar els militars a Barcelona, València i Madrid. A Barcelona hi va haver enfrontaments a la ronda de Sant Pau, a l'encreuament de la Diagonal amb el Passeig de Gràcia, a la plaça Catalunya, al Paral·lel i a les Rambles. Francisco Ascaso va morir en la batalla de les Drassanes i es va iniciar la revolució social, ocupant la casa Cambó convertint-la en la seva seu central. El 21 de juliol les milícies confederals de la CNT es van integrar al Comitè de Milícies Antifeixistes que havia proposat Lluís Companys.
El 24 de juliol de 1936 va sortir la primera columna de milicians de Barcelona per anar a ajudar Saragossa, que havia caigut en mans del general Cabanellas. Els milicians, entre els quals es trobava Durruti, anaven armats i estaven comandats per Pérez Farràs. L'11 d'agost es va iniciar el procés de col·lectivització de la terra a alguns pobles d'Aragó (Bujaraloz, Alcanyís, Calanda, Alcorissa, Vall-de-roures, Garrotxa, Alcampel, etc.). A les ciutats, els treballadors van començar a autogestionar les fàbriques i tallers.
A pesar de la importància de la CNT a Aragó, la repressió aviat va anar acabant amb l'organització en les zones controlades pel bàndol feixista. Les milícies de la CNT que van ocupar el Sota Terol i Osca van establir Comitès de Defensa que substituïen als antics ajuntaments. En les zones amb major presència anarquista prèvia a la guerra va començar amb força el procés de col·lectivització de la terra. Aquestes primeres col·lectivitzacions eren voluntàries i s'establien a partir de les terres propietat dels membres i les requisades als fugits o desapareguts. Aquells que volguessin mantenir la propietat de la terra no podien contractar a terceres persones fora de la seva família, i les terres que no llauressin passaven a control de la col·lectivitat.
No només es col·lectivitzaven les terres, sinó que es van emprendre tasques col·lectives com la residència d'ancians de la Garrotxa o la recuperació d'hospitals (com a Barbastre o Binèfar, La Casa de Salut Durruti); així com la fundació d'escoles, entre elles l'Escola de Militants Llibertaris. Aquestes obres serien destruïdes durant la guerra civil per les tropes feixistes.
Per a protegir les noves organitzacions rurals el comitè organitza un ple regional extraordinari de representants sindicals dels pobles liderats, protegit per Buenaventura Durruti. En contra de l'opinió del Comitè Nacional de la CNT, fonamentalment català, es crea el Consell Regional de Defensa d'Aragó.
El 24 d'octubre la Generalitat de Catalunya va fer públic el Drecret de Col·lectivitzacions i el 26 de setembre alguns dirigents de la CNT van passar a formar part de les conselleries del govern de la Generalitat de Catalunya, presidida per Lluís Companys (que era d'ERC). Per exemple, Joan Porqueras i Fàbrega va assumir el Departament d'Economia, Josep Juan i Domènech el de Proveïments, i Antonio Garcia Birlan, el Departament de Sanitat Pública i d'Assistència Social. El 4 de novembre, quan el socialista Largo Caballero va formar el govern a Madrid, hi van entrar també membres de la CNT, com per exemple Joan Garcia Oliver (ministre de Justicia), Federica Montseny (ministra de Sanitat), Joan Peiró (ministre d'Industria), Juan López Sánchez (ministre de Comerç), etc.
El 20 de novembre de 1936 una bala d'origen incert va matar Durruti, quan es trobava amb la seva columna defensant Madrid. Durruti havia impulsat les col·lectivitzacions a Aragó i el dia 22 de novembre, al seu enterrament a Barcelona, més d'un milió de persones s'hi va acostar a dir-li l'últim adéu.
A mitjans de febrer de 1937 es va celebrar un congrés a Casp amb el propòsit de crear una federació regional de col·lectivitats, al que assisteixen 500 delegats que representen a 80.000 col·lectivitats de l'Aragó llibertari.
En un ple de la CNT de març de 1937, el comitè nacional demanava un vot de censura per a la supressió del Consell Regional. L'amenaça de dimissió de tot el comitè regional aragonès ho va impedir. Els fets de Maig a Barcelona i la caiguda del govern de Largo Caballero seguida del govern de Negrín van precipitar l'ensulsiada de l'experiència llibertària.
Els fets de Maig van ocórrer del 3 al 7 de maig de 1937, van consistir en uns enfrontaments a Barcelona entre les forces de l'ordre públic de la Generalitat de Catalunya contra milicians de la CNT i la FAI, a causa d'una vaga general declarada per la CNT. La CNT va rebre el suport del Partit Obrer d'Unificació Marxista (POUM), mentre que del costat del govern es van posar el PSUC i la UGT. La lluita als carrers va ser molt intensa, sobretot els dies 4 i 5, a Ciutat Vella, Sant Andreu, Poblenou, Sants i Gràcia. Hi va haver un gran nombre d'atemptats i d'assassinats (van morir Antoni Sesé, secretari de la UGT; Camilo Berneri, anarquista; Alfred Martínez, de les Joventuts Llibertàries; etc.) per ambdós bàndols.
Els Fets de Maig van tenir com a conseqüència la pèrdua d'atribucions de la Generalitat de Catalunya, la crisi del govern de Largo Caballero i el començament d'un augment de la influència del PCE i del PSUC (comunistes) a costa d'una davallada de la CNT i la FAI (anarquistes). D'altra banda, els comunistes van acusar el POUM d'incitar els fets i de treballar pels feixistes; i per això van detenir-ne els principals dirigents. Un dels detinguts, Andreu Nin, va ser posteriorment assassinat pels serveis de contraespionatge soviètics.
El 15 de maig de 1937 va caure Largo Caballero i el 18 de maig el president Azana va nomenar Juan Negrín nou cap de govern. Negrín era procomunista i pragmàtic, va decidir guanyar la guerra i aturar la revolució, movent les peces necessàries per treure el poder al Consell Regional de Defensa d'Aragó i frenar les col·lectivitats camperoles que havia creat Durruti.
A principis de juliol, les organitzacions aragoneses del Front Popular van donar públicament el Consell al seu president, Ascaso. Quatre setmanes després l'11a Divisió d'Enrique Líster i va entrar a la regió.
El 10 d'agost de 1937 el govern de València dissolia el Consell Regional de Defensa d'Aragó. La Divisió de Lister es disposava a una ofensiva en el front d'Aragó, però també van ser utilitzades per a sotmetre a l'organització anarquista i desmuntar les estructures col·lectives creades en els dotze mesos anteriors. El 25 de juliol de 1938 començaria la batalla de l'Ebre.
El 4 de febrer de 1939, Girona va caure en mans de les tropes de Franco, iniciant l'exili de nombrosos membres de la CNT, així com d'altres grups antifeixistes.

### Sota la dictadura franquista

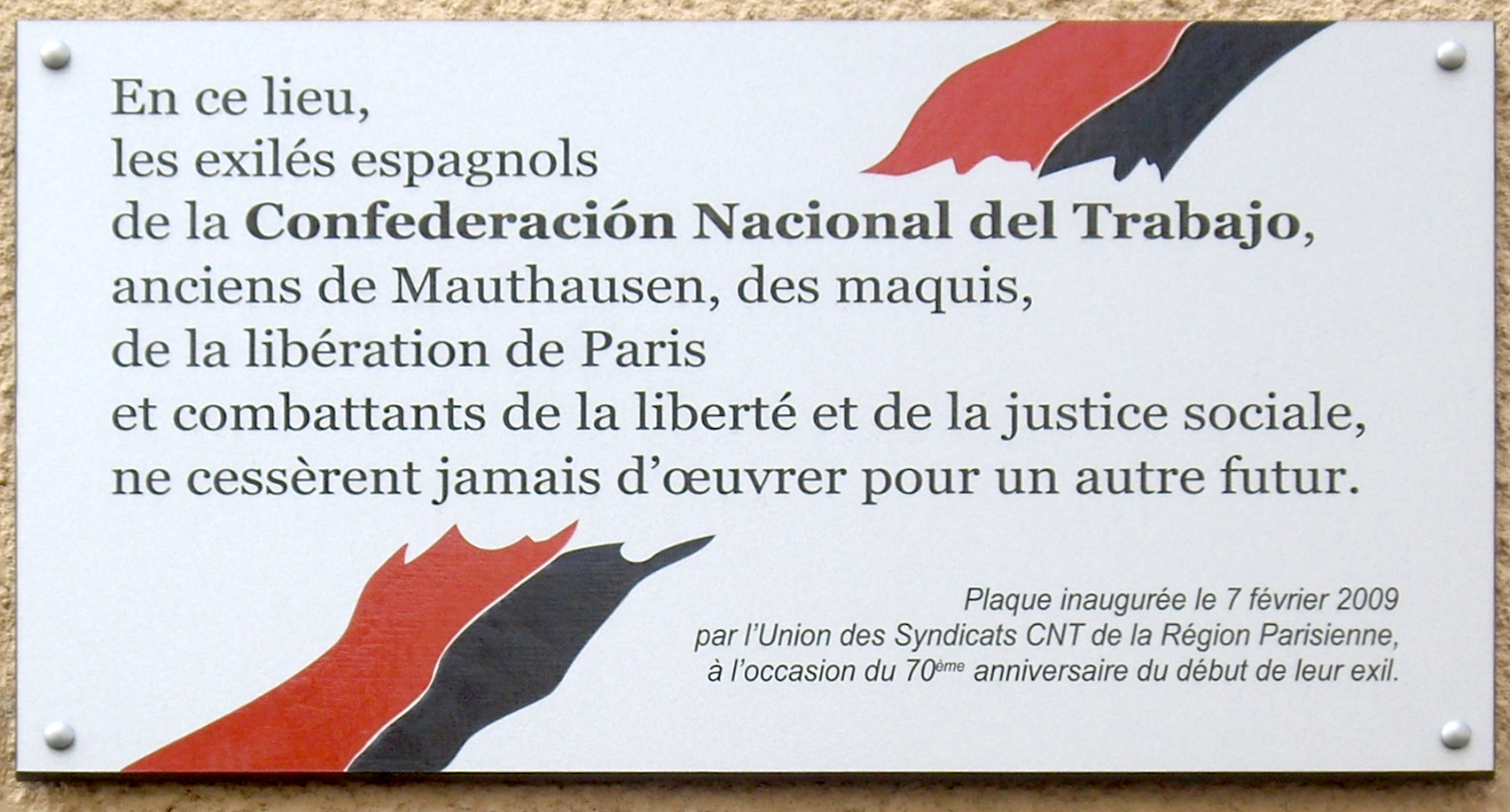
Placa a París (carrer Vignoles, num. 33, 75020) en honor dels exiliats a França de la CNT

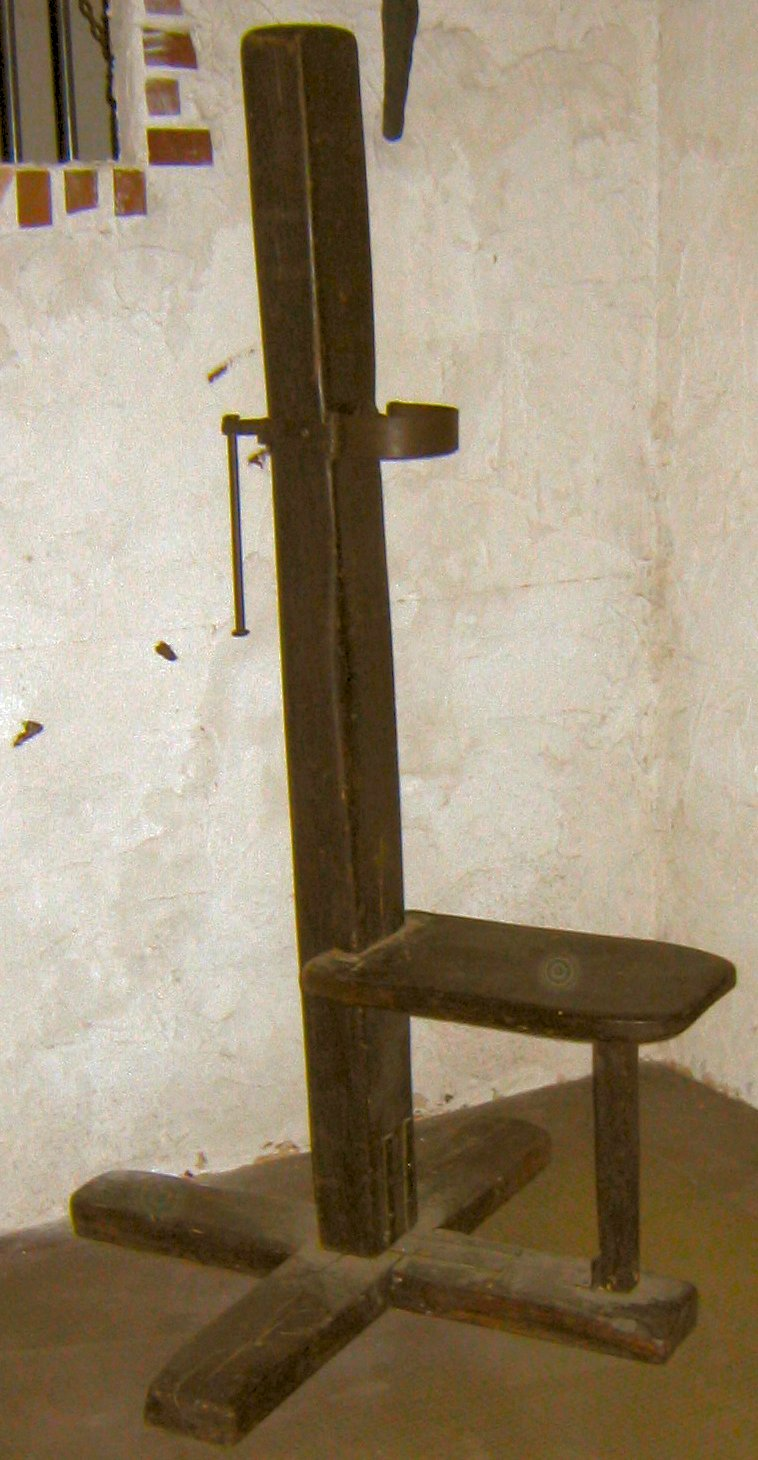
Molts confederats van morir afusellats o per garrot vil

L'u d'abril de 1939 l'exèrcit del general Francisco Franco va guanyar la guerra. El 1939 amb la llei de responsabilitats polítiques s'il·legalitzava l'organització i s'expropiaven els seus béns; immobles, material, vehicles, comptes bancaris, empreses col·lectivitzades, documentació. Per aquell temps la CNT comptava amb un milió i mig d'afiliats i la infraestructura que la suportava era àmplia.
Des de començaments de l'any 1939, en pocs mesos, milers de confederals van ser tancats en camps de concentració, a Espanya i a França, i a fer treballs forçats. El 19 de juliol del mateix any, l'ex secretari Mariano Vazquez, àlies Marianet, va morir ofegat a les aigües del Marne. Federica Montseny i Joan Garcia Oliver van començar a intentar recuperar aleshores l'organització des de Tolosa de Llenguadoc. En agost, al camp de concentració d'Albatera, es va crear el primer Comitè Nacional de la CNT de la postguerra. Fou dirigit per n'Esteve Pallarols, que es va escapar, va ser detingut el 1940 i va ser afusellat el 1946.
Al llarg de 1942 es van formar grups llibertaris als Pirineus i a Tolosa. El 1943, quan molts confederats lluitaven contra els nazis a la Segona Guerra Mundial, es va fer el Ple de Muriac. El 1944 es va fer el Ple de Muret. Es va crear l'Alianza Nacional de Fuerzas Democráticas, ANFD, integrada per la CNT, UGT, PSOE i republicans. Al maig de 1945 es va celebrar a París el primer congrés de federacions locals a l'exili, i en desembre d'aquest any el MLE-CNT a l'exili va expulsar el sector minoritari que era partidari de la col·laboració amb el govern republicà a l'exili.

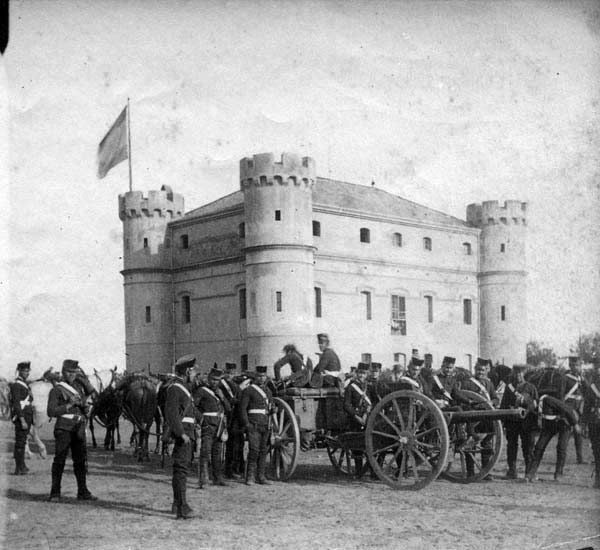
Imatge antiga del castell del Camp de la Bota

En febrer de 1952, un any després de la vaga de tramvies de març de 1951, cinc confederats van ser afusellats al Camp de la Bota. El 1956 es va crear l'Alianza Sindical Obrera, ASO, que va col·laborar a finals dels cinquanta amb les lluites de miners a Astúries i d'on sorgirien les Comissions Obreres.
El 5 de gener de 1960 va morir assassinat el llibertari Quico Sabater, que havia mantingut la lluita armada contra el franquisme amb Facerías, Pantxo Massana i Ramon Vila Capdevila, entre molts altres. L'agost de 1961, al Congrés de Llemotges, es va posar fi a l'escissió de 1945 i es va crear l'organització Defensa Interior. El 18 d'agost de 1963 van executar els confederats Delgado i Granados, acusats falsament de posar una bomba a la Secció de Passaports de la Dirección General de Seguridad. El 1971 es va crear a Catalunya el Moviment Ibèric d'Alliberament, MIL. El militant llibertari Salvador Puig Antic, membre del MIL, va ser assassinat per garrot vil a la presó Model de Barcelona el 3 de març de 1974.

### A la transició

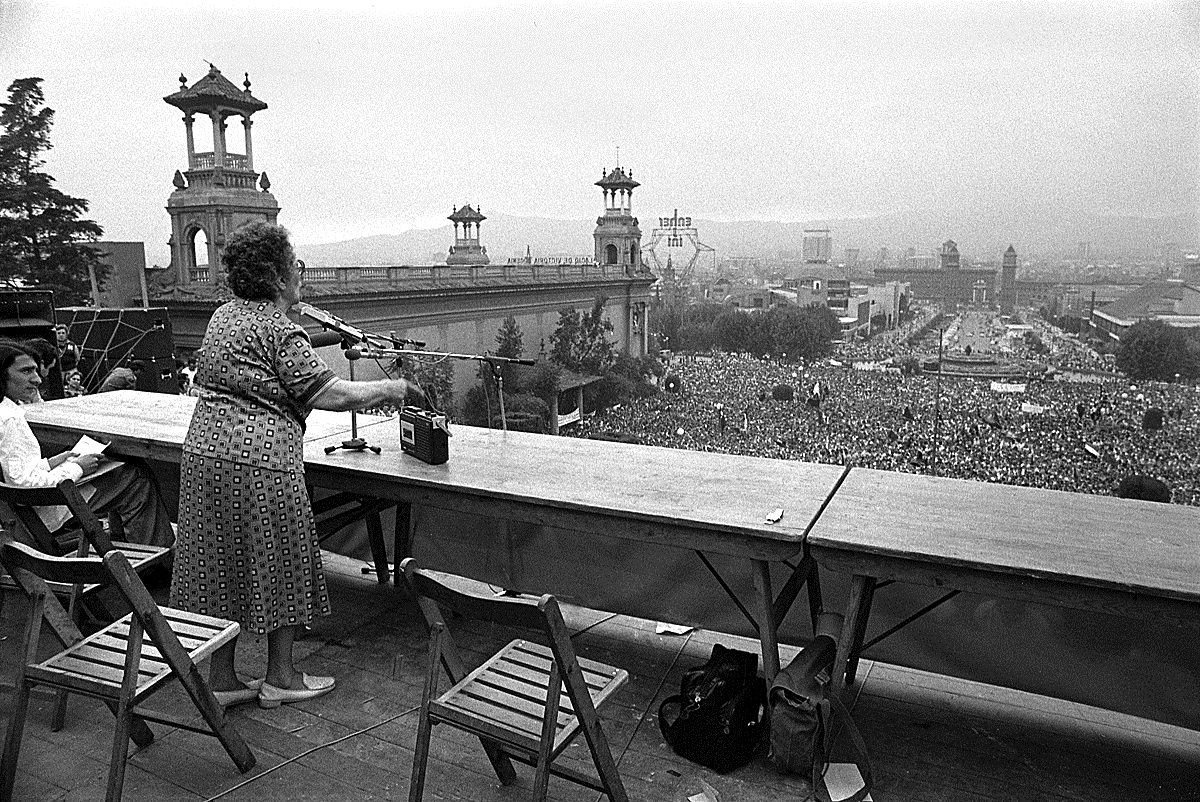
Frederica Montseny parla a l'històric míting de la CNT del 1977 a Montjuïc.

El dictador Franco va morir malalt, al palau del Pardo i amb gairebé 83 anys, el 20 de novembre de 1975. El 29 de febrer de 1976 la CNT es va refundar, amb un esperit unitari i d'esperança, a la Parròquia de Sant Medir, de Sants, Barcelona. El 6 de maig de 1977 es va tornar a legalitzar la CNT, i en juliol d'aquell mateix any va celebrar un míting multitudinari amb més de 200.000 persones a les Fonts de Montjuïc (a Barcelona) i va organitzar les Jornades Llibertàries. Aquestes jornades van tenir tant èxit que es van repetir a Palma el 1978.
Als primers anys de la transició, la CNT va gaudir d'un enorme impuls que la va portar a ser protagonista de moltes lluites socials (en favor dels drets dels treballadors, demanant millores salarials, reducció d'hores i millora de condicions laborals, millores en els convenis, etc.) però amb un aire renovat respecte als anys de clandestinitat, ja no es feien només per mitjà de manifests, mítings, vagues i premsa pròpia, sinó que es van adoptar també nous models reivindicatius de festa al carrer i d'acció directa lúdica i festiva. A més comptaven amb mitjans d'expressió propis, com per exemple Aire Lliure, del sindicat d'ensenyança, i CNT-Telecomunicacions.
La CNT es va esforçar molt especialment dels temes històrics candents (presos polítics, atur, etc.), de la forja del futur de la democràcia i, com a novetat, de l'ecologisme (només a Mallorca, per exemple, la participació en l'ocupació de sa Dragonera el 1977, ocupació de l'autopista Inca-Palma el 1978, lluita contra les pedreres, contra la fàbrica de Portland de Lloseta, contra la dàrsena del Port de Palma, contra les nuclears, contra la urbanització de l'albufera i albufereta, etc.). Va lluitar contra els Pactes de la Moncloa que imposaven un model de representació i pactisme entre les elits socials i polítiques, ja que es considerava que acabarien per desmobilitzar el sindicalisme més militant. La CNT va reivindicar l'amnistia dels presos polítics i la dels presos comuns. I la devolució del patrimoni sindical per mitjà de l'ocupació dels locals de l'AISS el mes de novembre de 1977.
A principis de 1977, una vaga del sector de la construcció va durar més de vint dies, molts d'ells implicant un 90% d'aquest sector. De 1977 fins a 1980, diferents vagues de benzineres van paralitzar Mallorca amb vagues de fam i conseqüències com acabaments de subministraments de benzina. En aquesta illa, la lluita que més repercussió va tenir va ser la vaga d'agost a novembre de 1979 a l'Hotel Lotus Playa, que va comportar encadenaments al tren de Sóller i a la delegació de l'empresa, treballadors en vaga de fam, segrest al seu despatx al delegat de treball, manifestacions i solidaritat de totes bandes d'Espanya.

La CGT va néixer com una escissió possibilista (partidària de les eleccions sindicals) de la CNT

El gener de 1978 es va provocar un incendi a una sala d'espectacles de Barcelona (Scala Barcelona); de l'anomenat Cas Scala la policia nacional va acusar els militants de la CNT, cosa que va suposar un cop mortal en temps d'incertesa per la confederació, i que a la pràctica va representar la fi del creixement de la CNT, que no es començaria a recuperar, amb una nova generació de militants, fins al segle xxi. Després de 1975 a 1978, la CNT va quedar dividida pel cas Scala i pel dur enfrontament entre reformadors i radicals, sense poder superar ni els personalismes ni les divergències sorgides entre els exiliats, amb el suport d'una part dels sindicats, i un grup de federacions locals: defensors dels antics principis confederals i de l'ajustament a la nova realitat respectivament. El desembre de 1979, la CNT va celebrar el seu cinquè congrés a Madrid, que era el primer congrés que se celebrava a Espanya després de la dictadura de Franco, i va sortir-ne partida en dues meitats. En aquest congrés, un sector format per 53 federacions, partidari de les eleccions sindicals, s'escindeix i una part continua com a CNT mentre que la branca escindida passa a anomenar-se CNT Congrés de València (en referència al Congrés alternatiu realitzat en aquesta ciutat) o CNT Renovada. El 1989, perdudes judicialment les sigles per una demanda al Tribunal Suprem d'Espanya, la CNT Renovada va canviar de nom a CGT: Confederació General del Treball. Després alguna gent de la CGT de Madrid va marxar d'aquest sindicat per fundar, el 1990, Solidaritat Obrera, SO. L'organització encara patiria altres moltes escissions al llarg dels propers trenta anys.
Marcel Surinyac, secretari general de la CNT a Catalunya de 2007 a 2009, reconeix que després de 1979 la CNT va estar a punt de desaparèixer, ja que molta gent s'havia passat a l'actual CGT mentre que part dels que se sentien implicats amb les assemblees de treballadors i les seccions sindicals van marxar desil·lusionats. Genis Ferrero, antic secretari d'organització sindical de Barcelona, troba que el que es va viure a partir de l'any 1979 va ser una fractura generacional: a la CNT s'hi podien trobar militants de setanta i vuitanta anys, però van quedar molt pocs d'edats inferiors.
A partir de la seva legalització, s'inicià un moviment per a la reparació de les expropiacions del 1939, que es concretarà en la llei 4/1986 que obligava a la devolució dels béns confiscats i el dret a la cessió i ús d'immobles per part dels sindicats. Des de llavors, la CNT reclama la devolució de béns per l'Estat, amb accions com l'ocupació, a la fi de 1990, de les instal·lacions del Consell Econòmic i Social, CES, a Madrid, que encara no s'ha resolt per via judicial i compta amb més de cent encausats.
El 1996 es va produir una escissió a la CNT a Catalunya, a causa de la desfederació de 14 sindicats. El grup escindit és conegut amb el nom de CNT Joaquín Costa a causa del fet que la seva actual seu és al carrer del mateix nom a Barcelona. Actualment resten almenys 2 sindicats actius d'aquesta escissió, CNT Barcelona (Joaquín Costa), Martorell.
Als anys noranta i al canvi de segle, joves catalans van refundar sindicats locals arreu del país, com per exemple la CNT de la Garrotxa. L'any 1998, Marcel Surinyac i altres cinc companys d'entre 17 i 21 anys van decidir recuperar la confederació. Al començament tenien molt poca experiència, quedaven pocs sindicalistes prou grans per a explicar-los de primera mà la història i la forma d'actuació de la CNT, i les agrupacions sindicals eren més aviat semblants a centres socials. En aquests (nous) inicis, la CNT catalana no funcionava encara tan bé com la CNT Centre (a Madrid), la CNT Sud (Andalusia) i la CNT Nord (País Basc i Navarra), que no havien sofert tantes escissions.

### Al segle XXI

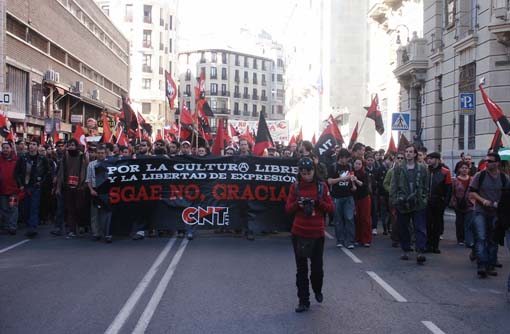
Manifestació de la CNT, l'any 2008

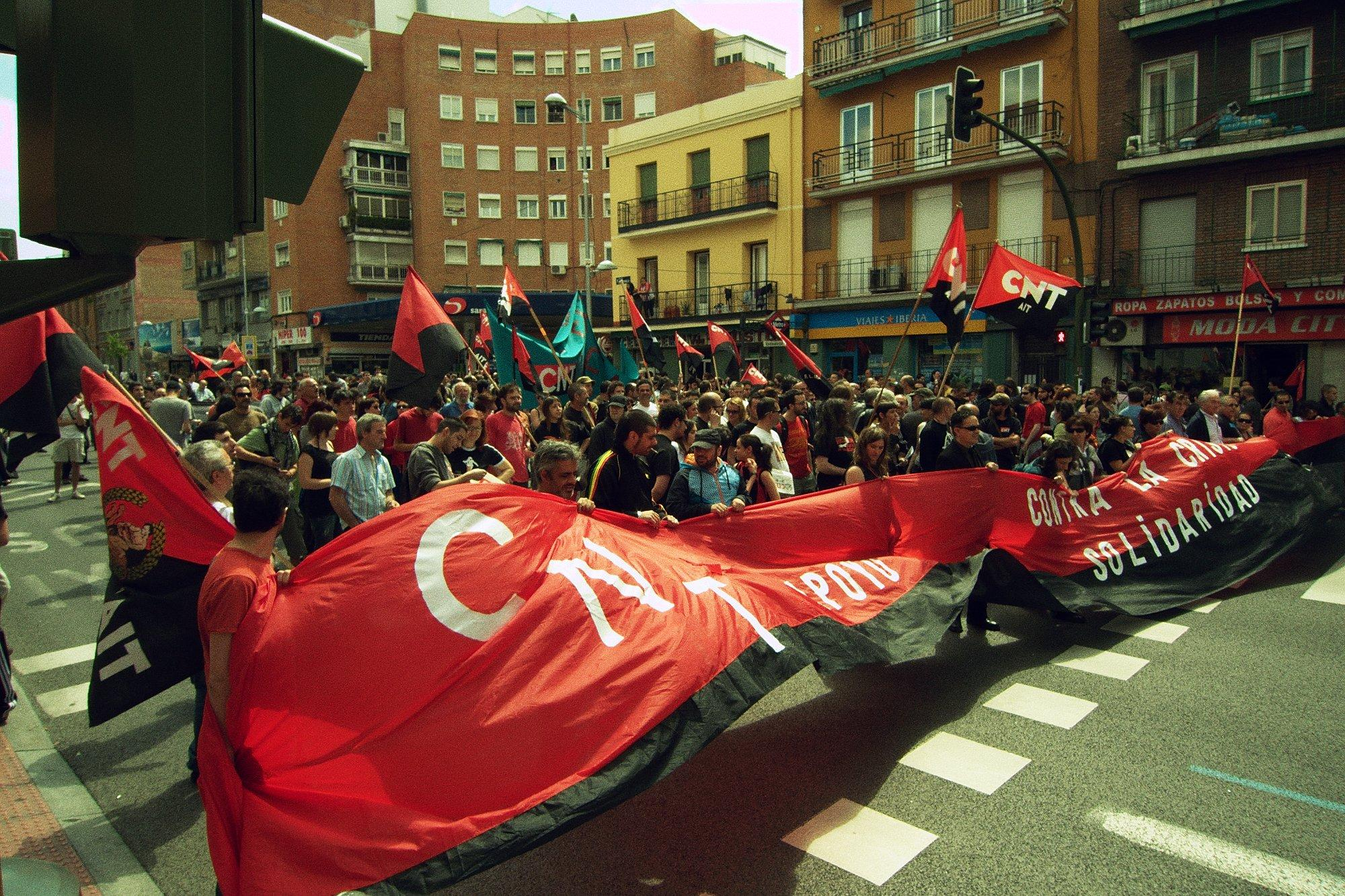
Manifestació de la CNT, l'any 2010

Després de tres dècades de sindicalisme d'estat i eleccions sindicals; en un context d'una visió renovada de la transició, d'una crisi econòmica i social provocada per banquers i accionistes, de programaris lliures i internet, de cooperatives de consum responsable, de globalització i problemes de sostenibilitat; hi va haver joves que van pensar que el model defensat per la UGT i Comissions Obreres, fins i tot amb governs d'esquerres, els havia portat a reformes laborals que anaven en contra dels drets dels treballadors. Davant d'això i buscant una alternativa, molts d'ells es van afiliar a la CNT, alguns amb idees anarquistes molt clares, altres per qüestions pràctiques o de necessitat. Durant la segona meitat de la primera dècada del segle xxi, la CNT ha ressuscitat.
La majoria dels nous militants tenen entre vint-i-cinc i trenta-cinc anys, i no tenen cap deute amb la transició espanyola, ni viuen de les rendes del 1936. S'estimen més que el que es va fer fins al 1939 es quedi als llibres i treballar pel present i el futur, amb un sindicalisme que utilitza la solidaritat, l'ajuda mútua i l'acció directa; amb uns principis "pràcticament calcats", segons Surinyac, als de la CNT als començaments del segle xx. Es consideren l'alternativa al capitalisme i l'eina per aconseguir la transformació revolucionària de la societat que requereix la crisi global actual.
La CNT de Catalunya-Balears actualment consta de disset sindicats, entre els quals es troba dos antics sindicats escindits (Hospitalet i el Prat de Llobregat). Actualment la CNT desfederada, coneguda com a Joaquin Costa, consta de cinc grups actius (a Barcelona, Martorell, Vilanova i la Geltrú, Badalona i Tarragona, aquests dos últims es van desfederar voluntàriament de la CNT)
L'any 2010 la CNT celebrà el seu centenari i el Xè Congrés a Cordoba, en aquest es criticà l'automarginació que havia patit l'organització, especialment a mitjans dels anys 80 a partir de la segona escissió i la dècada dels 90, i s'acordà reforçar les seccions sindicals, dotant-les d'un Ganivet Tècnic Confederal, així com reforçar la col·laboració amb altres organitzacions sindicals i socials en la defensa dels serveis públics o l'antifeixisme, mantenint les seves postures llibertàries. En el seu XI Congrés celebrat el desembre de 2015 a Saragossa, es va apostar per enfortir el Ganivet Tècnic Confederal a nivell jurídic i econòmic. En l'aspecte dels ERO's es van acordar articular estratègies perquè l'empresa se'n faci càrrec i la potenciació de les assemblees d'aturats i borses de treball dels sindicats. Així mateix, es va acordar potenciar la recuperació d'empreses per part dels treballadors, fomentant les cooperatives obreres. Actualment la CNT continua rebutjant les eleccions sindicals, els comitès d'empresa i els alliberats sindicals. I sembla que la seva aposta pel suport mutu, l'acció directa, un model sindical independent i assembleari comença a donar fruits amb la firma de convenis extraestaturaris que milloren les reformes laborals o els convenis de sector com el d'Extracciones Levante o Mediapro.

## Símbols

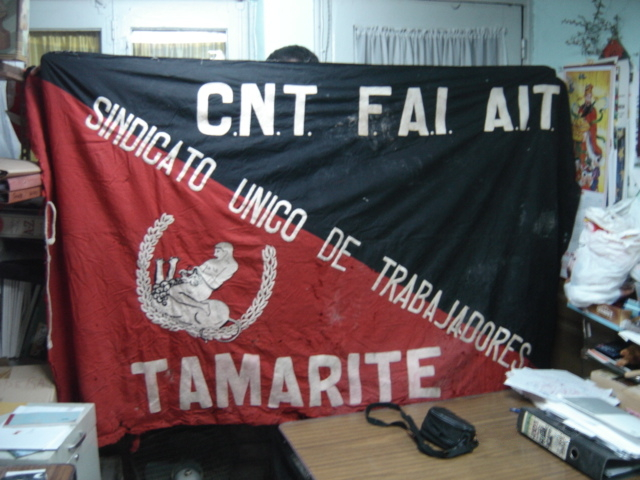
Bandera amb emblema

La bandera de la CNT és la tradicional de l'anarcosindicalisme que uneix en diagonal, com a negació del nacionalisme i reafirmació de l'internacionalisme, el color vermell del moviment obrer i el negre de l'anarquisme.
L'emblema de la CNT és Heracles lluitant contra el lleó de Nemea. Se sol representar quan li dona mort, estrangulant-lo, rodejat d'una corona de llorer i en els colors blanc sobre el negre de l'anarquisme o bé negre de l'anarquisme (o blanc i negre, els colors de la bandera, junt amb el vermell) sobre el vermell del marxisme i moviment obrer.
El lema de la CNT és "si ningú treballa per tu, que ningú decideixi per tu".
L'himne de la CNT és la cèlebre cançó coneguda com A les barricades, composta pel poeta polonès Wacław Święcicki a 1883 amb el nom de Warschawjanka i amb lletra adaptada al castellà per Valeriano Orobón Fernández i al català per Josep Mas i Gomeri (gravada en disc l’any 1936 per l'Orfeó Català, extreta del llibre “CNT, la força obrera de Catalunya” de Ferran Aisa i Pàmpols). Es va publicar al costat d'uns arranjaments musicals per a cor mixt d'Àngel Miret a 1933.

## Ideologia

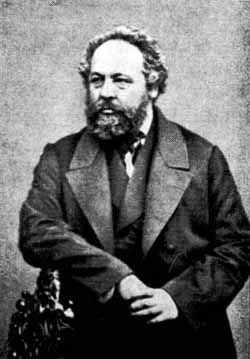
Mikhaïl Bakunin

La ideologia de la CNT està inspirada en l'anarquisme, entès com una filosofia política segons la qual la societat és capaç d'organitzar-se sense un poder superior, sense coacció i sense violència. Cada individu és sobirà per a decidir sobre allò que li afecta, sense necessitar especialistes polítics que decideixin en nom dels altres. L'anarquisme vist per la CNT inclou llibertat, ordre no imposat i absència de coacció, a més de conceptes com l'autogestió, participació, descentralització, etc.
L'objectiu de la CNT és una transformació radical de la societat, que inclou canvis revolucionaris com la supressió del treball assalariat i l'abolició de les diferents classes socials, i per això l'anomena revolució social i es considera revolucionària. El comunisme llibertari que defensa és un sistema econòmic basat en la llibertat i la igualtat. Per a aconseguir-ho, calen accions lliures, igualitàries i fraternals, no violentes. D'altra banda, això no vol dir romandre aturat front a la injustícia ni deixar-se agredir sense defensar-se, en especial si és per part d'organismes en situació de força, com l'Estat o l'empresa. La confrontació amb patrons i institucions fan que la CNT sigui sindicalista.
De la confluència del sindicalisme revolucionari i de l'anarquisme, amb la idea d'organització no jeràrquica ni autoritària, sorgeix l'anarcosindicalisme de la CNT. La CNT és un sindicat que adopta els principis clàssics del sindicalisme revolucionari: el principi d'autogestió, el de federalisme i el de solidaritat i ajuda mútua.
- Principi d'Autogestió: Les persones directament afectades pels problemes són les que han de decidir com resoldre'ls. Això es fa en assemblees d'afiliats, a les quals tots els membres de la CNT que ho desitgin poden participar amb veu i vot.[20] Per això està en contra de les eleccions sindicals, per principi la CNT considera que només les assemblees de cada empresa han de decidir qui són els seus portaveus (no representants) i no s'han de tenir convenis per sectors fets per gent que no hi treballa, sinó fets per treballadors i a cada empresa. Per garantir-ho, els afiliats de la CNT no poden cobrar cap salari de la confederació, que es nega a acceptar subvencions del govern, ni poden pertànyer a cap partit polític.
- Principi de Federalisme: Cada sindicat de la CNT ha de tenir prou autonomia per a poder actuar dins del seu àmbit. La confederació amb la resta de sindicats locals es fa per a actuar units enfront a problemes comuns i circumstàncies que els afectin a tots.[20]
- Principi de Solidaritat i Ajuda Mútua: Tots els sindicats de la CNT estableixen un pacte solidari amb la resta de la confederació, de manera que qualsevol agressió que pugui rebre una de les parts sigui resposta per la totalitat d'elles. De la mateixa manera, una agressió a un afiliat és respost per tots els altres.[20]

Enfront al neoliberalisme globalitzador, la CNT oposa l'internacionalisme proletari; per això els sindicats estan confederats a nivell regional, nacional i internacional, dins de la Confederació Internacional del Treball (CIT), l'associació internacional del sindicalisme revolucionari i l'anarcosindicalisme.
Per a la CNT, la millor manera d'actuar és el que anomena acció directa, que consisteix que la solució dels conflictes ha de ser decidida pels individus afectats sense intermediaris ni delegats. Es tracta de la base de l'anarcosindicalisme i implica aprendre a actuar i assumir responsabilitats.

## Funcionament de la CNT

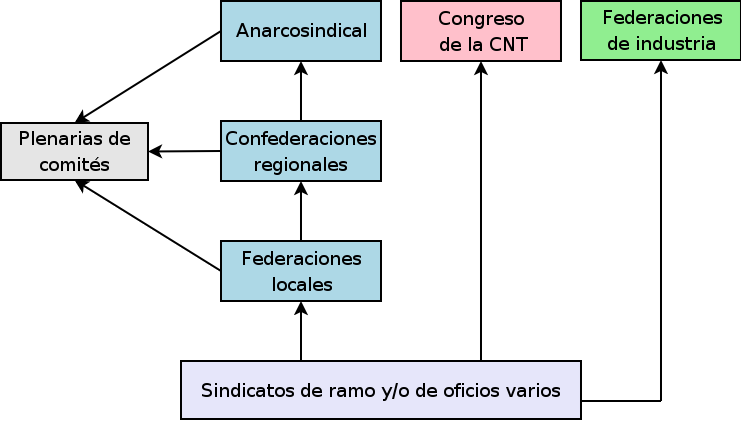
Organigrama de la CNT

### Objectius
Desenvolupar en els treballadors l'esperit d'associació, practicar el suport mutu i la solidaritat entre els treballadors, representar, defensar i promocionar els interessos econòmics, socials, professionals i culturals dels afiliats, així com programar les accions necessàries per a aconseguir les millores socials i econòmiques, tant per als afiliats com per als treballadors en general.
L'òrgan de premsa oficial del sindicat és el butlletí mensual CNT.

### Espai cultural

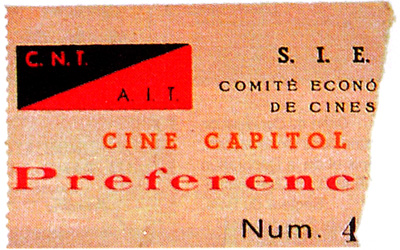
Entrada de cinema gestionat per la CNT

La CNT és hereva de la tradició antiautoritària fonamentada en la llibertat i la realització personal. Des dels seus inicis es va esforçar per crear una potent cultura que donés vies de redempció a una capa social que es veia obligada a viure en la marginalitat i també en fer que els treballadors poguessin crear un univers paral·lel que passava per la reivindicació de millores socials i la formació de grups de defensa, pels ateneus llibertaris i les escoles racionalistes que ensenyaven a llegir, escriure i relacionar-se unes persones que es formaven tant intel·lectualment com a través del teixit social i educatiu.
La CNT, com a part del seu interès en una transformació radical de la societat, ha pretès que la cultura i el lliure coneixement fossin accessibles als treballadors, tasca que s'ha desenvolupat a través del suport als ateneus llibertaris. Durant la guerra civil espanyola, la CNT va gestionar la sala El Molino, que aleshores encara es deia, Petit Moulin Rouge, amb salaris iguals per a tots els treballadors, tant cambrers com estrelles de cabaret.
L'Escola de Militants Llibertaris va ser una institució que mitjançant la pedagogia llibertària pretenia que els "grups d'adolescents puguin adquirir els coneixements i la responsabilitat personal imprescindible per servir-les a les col·lectivitats com animadors i comptables". El 1936 es va col·lectivitzar la indústria cinematogràfica de tal manera que es van produir curtmetratges com, per exemple, A la bretxa (1937). La SIE Films va ser una productora de la CNT que entre el 1936 i el 1937 va realitzar a Barcelona més de seixanta pel·lícules documentals i de ficció, que recentment han penjat a la xarxa perquè estiguin lliurement a l'abast de qui les vulgui veure.
A través de la Fundació d'Estudis Libertaris Anselmo Lorenzo, la CNT gestiona el seu patrimoni cultural, edita llibres i organitza xerrades i converses. També des d'algunes seccions de la CNT s'ha sostingut i promogut l'esperanto. Alguns sindicats de la CNT també disposen de biblioteques dedicades a la difusió de la cultura obrera llibertària i la temàtica social, com la Biblioteca Social d'Olot del sindicat d'aquesta ciutat o la Biblioteca i l'arxiu de la CNT Sabadell.

### Fundacions, federacions i entitats

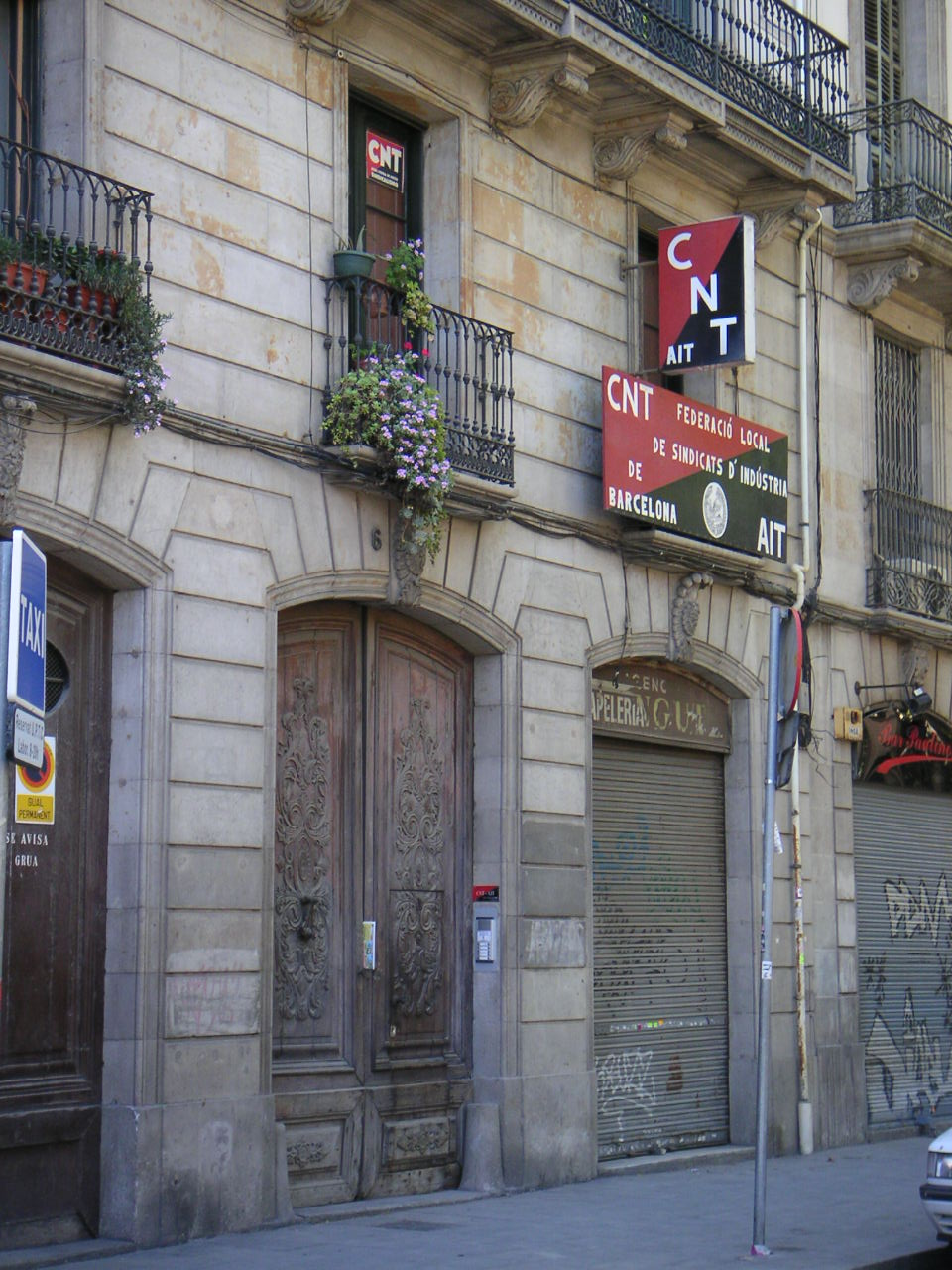
CNT a Barcelona, en una imatge actual

La CNT s'estructura geogràficament i sindicalment per sindicats d'oficis varis o de ram, federacions locals, provincials i comarcals de sindicats, coordinadores i seccions de ram, integrant-se dins la CIT. D'aquesta forma, alguns exemples de federacions de sindicats, coordinadores i seccionsde ram son:
- Ensenyament de Catalunya
- CNT Província de València
- CNT Vallès Oriental
- Coordinadora Provincial de Barcelona d'Arts Escèniques
- Coordinadora Provincial de Barcelona dels Sector Aeri
- Secció de Ram d'Ensenyament i Intervenció Social
- Secció de Ram de Sanitat i Serveis Socials
- Secció de Premsa i Mitjans de Comunicació
- Coordinadora de Músiques i Músics
- Coordinadora de Personal Tècnic i de Sala
- Coordinadora d'arts escèniques i cinematogràfiques

A més, una de les prioritats de la CNT exposades en els acords del seu VIII Congrés a Granada són les de recuperar la memòria històrica de l'anarquisme espanyol. La principal via mitjançant la qual la CNT es proposa treballar aquesta àrea és mitjançant el desenvolupament de projectes elaborats en la Fundación Anselmo Lorenzo.
Pel que fa a la formació, cal destacar l'Instituto de Ciencias Económicas y de la Autogestión, ICEA, a Barcelona; on també hi ha assessories gratuïtes laboral, jurídica i socioeconòmica. Tots els sindicats de la CNT tenen assessoria laboral gratuïta, els advocats només es queden un percentatge pactat amb els sindicats en cas d'indemnitzacions, etc. Alguns ateneus actius són, per exemple, l'Ateneu Llibertari Estel Negre, a Palma, i l'Ateneu Llibertari d'Igualada.

### Altres organismes

#### Dones Lliures
El sindicat Mujeres Libres (en català, Dones Lliures) va ser una branca de la CNT formada només per dones durant la Guerra Civil espanyola, que varen lluitar als fronts entre altres tasques. S'estima que aquest grup en octubre de 1938 tenia més de 20.000 integrants.

#### Fundació Anselmo Lorenzo
Una de les prioritats de la CNT exposades en els acords del VIII congrés a Granada és les de recuperar la memòria històrica de l'anarquisme espanyol. La principal forma de la CNT de treballar en aquest camp és el desenvolupament de projectes a través de la Fundació d'Estudis Llibertaris Anselmo Lorenzo, també coneguda com a Fundació Anselmo Lorenzo o simplement la FAL.
La FAL funciona de forma autònoma i el seu director és triat en un ple nacional de regions o congrés. Algunes de les seves activitats són: 
- Manteniment, catalogació i oferiment al públic dels fons històrics de la CNT i del món llibertari en general.
- Edició de llibres i materials en altres formats.
- Preparació d'esdeveniments culturals en congressos de la CNT o de la CIT, xerrades, col·loquis, conferències, videoforums, presentacions de llibres, etc.
- Edició d'un butlletí intern anomenat Bicel (Butlletí Intern de Centres d'Estudis Llibertaris)
- Coordinació amb altres projectes similars vinculats a la FAL.

## Mitjans d'expressió
La CNT compta amb un periòdic en castellà conegut com el cnt o Periòdic cnt que funciona de forma autònoma. Es tria la seva adreça i localitat de residència en un congrés o ple nacional. L'adreça s'ocupa de la distribució, impressió, venda, administració de les subscripcions i recepció d'articles per al periòdic. El director triat per al periòdic acudeix a les reunions del comitè nacional de la CNT amb veu però sense vot. El secretari general de la CNT és la persona ocupada de redactar l'editorial del periòdic. La CNT té una periodicitat mensual, s'edita amb una llicència Creative Commons de caràcter copyleft i a més d'en paper es pot llegir en Internet.
Els sindicats i organismes que formen part de la CNT poden tenir també els seus propis mitjans d'expressió: Solidaritat Obrera és el periòdic de la Confederació Regional de Treball de Catalunya i és l'òrgan d'expressió dels sindicats federats a l'anarcosindical més antic, datant la seva fundació de l'any 1907. Altres mitjans són La tira de paper, el butlletí de la Coordinadora Nacional d'Arts Gràfiques, Comunicació i Espectacles, Cenit, el periòdic de la regional exterior o Bicel, el butlletí editat per la Fundació Anselmo Lorenzo i el periòdic Extremadura lliure, periòdic de la CNT regional Extremenya.

### El grillo libertario
El grillo libertario és una distribuïdora anarquista de Cornellà de Llobregat adherida a la CNT. Va néixer a finals del 1999 a iniciativa de diverses persones afiliades al sindicat. El seu objectiu és difondre material alternatiu d'una manera anarquista; és a dir organitzant-se en assemblea, practicant l'autogestió i l'acció directa. Entre el material distribuït s'hi troba música, llibres de diferent temàtica, roba, polseres, gorres, etc. També editen grups de música i realitzen intercanvis amb col·lectius afins.

## Militants destacats de la CNT
Alguns militants destacats de la CNT són Miquel Abós Serena, Federica Montseny, Cipriano Mera, Buenaventura Durruti, Joan García Oliver, Salvador Seguí, Juan Gómez Casas, Joan Peiró, Ángel Pestaña, Francisco Ascaso, José Pellicer Gandia, Valeri Mas i Casas, etc.

## Influència de la CNT a la cultura

Cartell de Land and Freedom

L'anarquisme a Espanya, especialment a Catalunya i Aragó; i en particular la CNT, han estat i són protagonistes d'obres literàries, cinematogràfiques, gràfiques de tota mena, cançons, etc. al llarg dels segles xx i XXI.
L'escriptor George Orwell, que va lluitar a la Guerra Civil espanyola a les milícies del POUM va descriure en el seu llibre Homenatge a Catalunya els dies de la Barcelona bolcada amb la CNT i l'anarquisme. En el capítol novè de l'esmentat llibre comenta que "D'acord amb les meves preferències purament personals, m'hauria agradat unir-me als anarquistes".
La pel·lícula Land and Freedom (1995) de Ken Loach descriu el dia a dia dels milicians llibertaris i els del POUM i les seves relacions amb la CNT i els comunistes durant la Guerra Civil espanyola. La CNT s'ha vist reflectida en el cinema espanyol a través de la pel·lícula Libertarias (1996) de Vicente Aranda en què es mostra a un grup de milicianes (vegeu Mujeres Libres) al front d'Aragó durant la Guerra Civil espanyola. També s'han rodat nombrosos documentals i entrevistes sobre la CNT i l'anarquisme a Espanya, com per exemple Viure la utopia, cinta dirigida per Juan Gamero i emesa per primer cop a TVE el 1997.
El fotògraf Robert Capa va retratar la mort del milicià Federico Borrell García durant la Guerra Civil espanyola a la instantània titulada Mort d'un milicià, fotografia que ha donat la volta al món i s'ha convertit en una imatge mítica que mostra la fatalitat de la guerra.
Els aficionats a la filatèlia poden gaudir dels segells amb motius de la CNT que es van emetre durant la Guerra Civil espanyola.
Hi ha una àmplia varietat de cartells de la CNT de l'època de la guerra civil, entrades de cinema i altres objectes de col·leccionista relacionats amb les empreses que van ser col·lectivitzades durant la Revolució Espanyola de 1936.